# Химна Ирана
Национална химна Исламске Републике Иран (перс. سرود ملی جمهوری اسلامی ایران) је химна Ирана. Композитор химне је Хасан Ријахи, а ова химна је усвојена 1990. године и заменила стару химну која се користила у време Ајатолаха Хомеинија.

## Текст
| Персијски оригинал | Транслитерација на латиници | Српски превод |
| سَر زَد از اُفُق مِهرِ خاوَران فُروغِ دیدهٔ حَق باوَران بَهمَن، فَرِّ ایمانِ ماست پَیامَت ای اِمام،اِستِقلال، آزادی نَقشِ جانِ ماست شَهیدان، پیچیده دَر گوشِ زَمان فَریادِتان پایَنده مانی و جاوِدان جُمهورئ اِسلامئ ایران | Sar zad az ofoq mehre xâvarân Foruqe dideye haq bâvarân Bahman, farre imane mâst Payâmat ey Emâm, esteqlâl, âzâdi, naqše jâne mâst Šahidân, picide dar guše zamân faryâdetân Pâyande mâniyo jâvedân Jomhuriye Eslâmiye Irân | Нагоре према хоризонту се издигло Источно Сунце, Светлост у очима оних који верују у Бога. Месец Бахмана је брилијантност наше Вере. Ваша порука, О Имамe, Независности и Слободе урезана је у нашим душама. O мученици! Ваша бука одзвања у ушима времена: Будите постојани, достојни и вечни, Исламској Републици Иран. |